# Bodensee-Musikversand
Der Bodensee-Musikversand ist ein Fachversand für Kirchenmusik mit Sitz in Radolfzell am Bodensee.

## Geschichte
Der Bodensee-Musikversand wurde im Jahre 1987 in Gaienhofen am Bodensee von David Michel gegründet. David Michel ist der Sohn des Komponisten Josef Michel und der Bruder des Komponisten und Kirchenmusikers Johannes Matthias Michel. Seit 2000 ist der Firmensitz in Radolfzell am Bodensee.
Der Versand ist Vollsortimenter und spezialisiert auf das Gebiet der Kirchenmusik. Zusätzlich umfasst das Sortiment auch reine Instrumentalwerke und moderne Musik, welche sich immer mehr in die Kirchenmusik einfügen.
Sein Programm umfasst Noten für Orgel, mannigfaltige Besetzungen wie Chor oder Blechbläser und ein umfangreiches Angebot an kirchenmusikalischen CDs. Auch musikalische Geschenkideen finden sich im Angebot des Versands. Da es im Jahr 1987 noch kein Internet gab, war Ziel der Gründung, einem Fachpublikum den Zugang zu den bei vielen Verlagen für viele nicht zugängliche Literatur zu ermöglichen. Der letzte Hauptkatalog aus dem Jahr 1996 umfasste 11.000 Artikel mit Hinweisen auf die Komponisten und deren Lebensangaben. Der Katalog wurde in Fachkreisen teilweise als „Nachschlagebibel für den Organisten“ bezeichnet, da es für diese Musikergruppe damals nicht leicht war, an umfassende Informationen zu gelangen.
Der Bodensee-Musikversand betätigte sich in den 1990er Jahren auch kurzzeitig als Verlag und veröffentlichte 1994 die erste Auflage des Repertorium Orgelmusik von Klaus Beckmann, einer Veröffentlichung der Gesellschaft der Orgelfreunde, das ein aktuelles Informationsmittel zur Verfügung stellt, welches den weltweiten Kernbestand an Orgelmusik registriert und zugleich übersichtlich nach Ländern und Chronologie strukturierte. Inzwischen ist es in mehreren Auflagen neu beim Musikverlag Schott erschienen und ist immer noch das klassische Nachschlagewerk für den interessierten Organisten.